# Тенджен Шерпа
Тенджен Шерпа (1987/1988 – 7 жовтня 2023), також відомий як Тенджен Лама Шерпа, — непальський альпініст, який піднявся на всі 14 восьмитисячників спільно з Крістін Харіла протягом 92 діб.   Він зник безвісти після сходження лавини на Шишапанґму 7 жовтня 2023 року.   Китайська влада оголосила його загиблим 8 жовтня 2023 року. 

## Альпіністська кар'єра
15 травня 2019 року він і його брати встановили рекорд за кількістю братів і сестер, які одночасно піднялися на Канченджанґу.  27 липня 2023 року Тенджен Лама Шерпа став 50-м зареєстрованим альпіністом, який успішно здійснив сходження на всі 14 восьмитисячників . З 27 липня 2023 року разом із Крістін Харіла він тримав рекорд як найшвидша людина, яка досягла вершини з усіх 14 вершин вище 8000 метрів, що вони зробили за 92 дні.  Вони використовували гвинтокрили для переміщення між базовими таборами та додавали додатковий кисень.
Тенджен працював гідом для скелелазіння в непальській туристичній компанії «Сходження на сім вершин». 

### 2016 рік
- Дхаулагірі [13]

### 2017 рік
- Ама Даблам [13]
- Манаслу [13]

### 2018 рік
- Джомолунґма [13]
- Лхоцзе [13]
- Манаслу [13]
- Ама Даблам [13]

### 2019 рік
- Канченджанґа [13] – 15 травня 2019 р. [7] [8]

### 2021 рік
- Джомолунґма [13]
- Лхоцзе [13]
- Дхаулагірі [13]
- Ама Даблам [13]

### 2022 рік
- Джомолунґма [13]
- Лхоцзе [13]
- Макалу (2 рази) [13]
- Нангапарбат [13]

### 2023 рік
- Манаслу – 6 січня 2023 р. – Зимовий саміт. [13] [14]
- Шишапанґма – 26 квітня 2023 р. [15]
- Чо-Ойю – 3 травня 2023 [16]
- Макалу – 13 травня 2023 р. [17] [18]
- Канченджанґа – 18 травня 2023 р. [19] [20]
- Джомолунгма – 23 травня 2023 [21]
- Лхоцзе – 23 травня 2023 р. [21]
- Дхаулагірі – 29 травня 2023 [22]
- Аннапурна I – 5 червня 2023 [23]
- Манаслу – 10 червня 2023 р. [24] [25]
- Нангапарбат – 26 червня 2023 [26]
- Гашербрум II – 15 липня 2023 [27]
- Гашербрум I – 18 липня 2023 [28]
- Броуд-пік – 23 липня 2023 [29]
- K2 – 27 липня 2023 [30] [9]
- Манаслу – осінь 2023 [5]
- Дхаулаґірі – осінь 2023 [5]

## Фінальне сходження
Як провідник-супроводжувач, Тенджен Шерпа, керував сходженням американської альпіністки Джини Марі Рзучідло, загинувши під лавиною на Шишапанґмі. У той час Рзучідло змагалася з Анною Гуту за те, щоб стати першою американкою, яка піднялася на всі найвищі гори світу. Дехто припускав, що це суперництво стало причино, що сходження не було припинено, незважаючи на значне погіршення погодних умов. 

## Дивіться також
- Нірмал Пурджа, попередній рекордсмен швидкості зі сходжень на всі 14 восьмитисячників
- Кім Чан Хо, попередній володар світового рекорду швидкості на всіх 14 восьмитисячниках